# Smeringopina simplex
Smeringopina simplex är en spindelart som beskrevs av Kraus 1957. Smeringopina simplex ingår i släktet Smeringopina och familjen dallerspindlar.
Artens utbredningsområde är Kamerun. Inga underarter finns listade i Catalogue of Life.